# キャロリン・ベセット＝ケネディ
キャロリン・ベセット＝ケネディ（Carolyn Bessette-Kennedy、1966年1月7日 - 1999年7月16日）は、アメリカ大統領ジョン・F・ケネディの息子ジョン・F・ケネディ・ジュニアの妻。

## 経歴
マサチューセッツ州のごく普通の中流家庭に育ち、教員の資格を取るための勉強をしていたキャロリンは、ボストン大学卒業後、地元のカルバン・クラインのブティックで販売員として働き始めた。そのうち、そのルックスとセンスの良さがニューヨークの本社から視察にきたエグゼクティブの目に留まり、本社オフィスのスタッフとして引き抜かれた。
アメリカで「ストリート・スマート」と呼ばれるしたたかさ、美しさ、そして本社スタッフも舌を巻くファッション・センスの良さで、キャロリンは広報のポストを獲得し、スタイリストやセレブリティに製品を貸し出したり、セレブリティのワードローブのコンサルタントを担当するようになった。
ケネディ・ジュニアに出会ったのはセントラル・パークでジョギング中のことだったと言われる。その後2人は、ケネディ・ジュニアの友人でもあったカルバン・クラインの当時の妻、ケリーを通じて交際を始め、2年間の交際を経て1996年9月19日、ジョージア州カンバーランド島 (en) の小さな教会で極秘結婚した。ウェディングドレスは、カルバン・クラインのデザイナーで、まだ無名だったナルシソ・ロドリゲスが手掛けた。
結婚当初は「ソーシャル・クライマー」（社会の下層や中流層から手練手管を使って階級を登りつめていく人々）という言葉が盛んに使われ、女性達がキャロリンのようなシンデレラ・ストーリーを求めて一流ファッション誌のアシスタント・エディターや、デザイナー・ブランドの広報等、給料は安くてもイメージが良く、社交界のセレブリティが集まるパーティーに出られるような仕事を選ぶというトレンドが起こった。
結婚後も、夫と共に美男美女カップルとして、その洗練されたファッションセンスで世間の注目を集めた。「どうやってJr.を射止めたの?」と聞かれると、当時出版されたばかりの恋愛マニュアル本「ルールズ」(en) を取り出し、「これを読んで彼にプロポーズさせたのよ」と答えた。この本はアメリカでベストセラーとなり、日本でも翻訳書が「理想の男性と結婚するための35の法則」のタイトルで出版され話題になった。 
1999年7月16日、夫の従姉妹の結婚式に出席するため乗った小型飛行機がマサチューセッツ州マーサズ・ヴィニヤード付近の海に墜落し、操縦していた夫、同乗していた姉ローレン・ベセットと共に死亡した。遺体の灰は、海上に撒かれた。